# Tribüne Bergpreis 1984
Der Tribüne Bergpreis 1984 war die 27. Austragung des seit 1957 ausgefahrenen Eintagesrennens im Straßenradsport in der DDR. Es fand am 16. Juni in Blankenburg (Harz) statt. Sieger wurde Andrzej Serediuk.

## Strecke
Start und Ziel lagen in Blankenburg (Harz), der Kurs führte quer durch den Harz über Hüttenrode. Es war ein Rundkurs mit je 17,5 Kilometern Länge, der zehnmal zu absolvieren war. Die Gesamtdistanz betrug 175 Kilometer.

## Rennverlauf
Veranstalter war der Deutsche Radsportverband der DDR, organisiert wurde das Rennen von der „BSG Lok Blankenburg“ und von der Tageszeitung „Tribüne“ unterstützt. Das Rennen war eingebettet in die Blankenburger Radsporttage. Am Start waren Radrennfahrer aus Polen, Bulgarien, der Tschechoslowakei, Kuba und 49 Fahrer der Leistungsklasse der DDR. Kulminationspunkt des Rennens war der Anstieg zum Ziegenkopf bei Blankenburg. Von den 34 ausländischen Startern ergriffen vier die Initiative zur ersten Ausreißversuch nach einer Runde. Eine Vorentscheidung fiel in der 5. Runde mit einer Attacke von Andrzej Serediuk. Bis zur 9. Runde wechselten die Zusammensetzung von Spitze und Verfolgern permanent. Serediuk gewann das Rennen im Solo mit mehr als einer Minute Vorsprung vor einer Gruppe mit fünf ausländischen Fahrern, in der nur Andreas Petermann als DDR-Starter vertreten war.

## Ergebnis
| Platz | Fahrer            | Land/Verein      | Zeit (h)       |
| ----- | ----------------- | ---------------- | -------------- |
| 01.   | Andrzej Serediuk  | Polen            | 4:36:11        |
| 02.   | Andreas Petermann | SC DHfK Leipzig  | + 1:01 Minuten |
| 03.   | Lubomir Burda     | Tschechoslowakei | gl. Zeit       |
| 04.   | Paweł Bartkowiak  | Polen            | gl. Zeit       |
| 05.   | Jan Skowronek     | Polen            | gl. Zeit       |
| 06.   | Otakar Fiala      | Tschechoslowakei | gl. Zeit       |
| 0 …   |                   |                  |                |